# 水谷正男
水谷 正男（みずたに まさお、1905年（明治38年）- 1975年（昭和50年））は、日本の建築技師。おもに設備担当。

## 略歴
1926年（大正15年）、京都高等工芸学校卒業。同年内匠寮に入り、昭和大礼の布設に携わる。
1944年（昭和19年）からは内匠寮技師となる。朝香宮邸（1933年）と済寧館（1933年）の照明器具を担当した。また1968年（昭和43年）完成の現宮殿造営に再任官し、家具調度を担当した。